# بازرگانی در ایران
بازرگانی داخلی و بین‌المللی (صادرات و واردات) از الزامات اصلی رشد و توسعه اقتصادی در همه جوامع و کشورها است. در واقع کشورها برای رسیدن به نظم اقتصادی باید تعامل‌ها در حوزه بازرگانی خارجی با کشورهای دیگر را جدی بگیرند که در این خصوص ایران به دلیل تحریم و در نتیجه محدودیت‌های بین‌المللی برای دادوستد تجاری مانع‌های عدیده‌ای را تحمل می‌کند.
از آنجا که بازرگانی در کشورها ارتباط مستقیمی با نوع سیاست‌ورزی در سیاست خارجی نظام سیاسی آنها دارد، باید اذعان داشت که به نظر نمی‌رسد که مانع‌های حضور جدی ایران در بازرگانی بین‌المللی برچیده شوند. از دیدگاه فعالان عرصه کسب‌وکار، ریسک تجارت با ایران بالاست و هر سال افزایش می‌یابد و تأثیری مؤثر بر کاهش بازرگانی خارجی ایران و همسایگان خواهد داشت. به‌دلیل تحریم‌ها، در تمامی مبادلات و معاملات بین‌المللی ریسک‌های تجارت با بازرگانان و کسب‌وکارهای ایرانی هر روز در حال افزایش است، حتی اگر کالای ایرانی از کیفیت بالایی برخوردار باشد و مورد ستایش طرف مقابل باشد. با توجه به افزایش پیچیدگی و هزینه‌های این دادوستدها و محدودیت‌های احتمالی، معاملات کسب‌وکارهای خارجی با ایران تحت‌تاثیر قرار گرفته است. این امر در مورد روابط تجاری با کشورهای همسایه مانند عراق، ترکیه و پاکستان نیز وجود دارد. افزون بر این، به دلیل تحریم ایران، کشورهایی که از آن نفت می‌خرند، به نوعی با سوءاستفاده در کنار اینکه تخفیف‌هایی بالایی طلب می‌کنند؛ «تهاتر» را هم تحمیل می‌کنند؛ لذا می‌توان گفت که سیاست خارجی هزینه‌های گزاف را به اقتصاد ایران وارد می‌کند.

## پیشینه بازرگانی در ایران
از دورهٔ اشکانی و با گشایش راه ابریشم، روابط سیاسی، هرچند کمرنگ اما به شکل رسمی میان چین و ایران شکل گرفت و خصوصاً باعث رونق در امر تجارت زمینی گردید. بازرگانان ایرانی کنترل تجارت دریایی اقیانوس هند را در دست داشتند و کشتی‌های تجاری با خدمهٔ فارسی‌زبان تا دریاهای جنوبی چین پیش می‌رفتند و احتمالاً در بنادر ناشناسی در هندوچین پهلو می‌گرفتند. در دوران اسلامی، پارچه و پوشاک از مناطق شمالی و شرقی ایران، ابریشم و تولیدات ابریشمی و فرش از سمرقند و مرو و نیشابور؛ پنبه از ری و یزد؛ پوست و چرم از همدان و خوارزم؛ صابون در بلخ و عطر از آذربایجان و فارس؛ چوب از جنگل‌های مازندران و مواد معدنی و نوشادر [نمک آمونیاک] و نفت خام از باکو صادر می‌شد.در عصر صفوی صادرات قالی از ایران به بازارهای اروپایی رونق ویژه‌ای داشته است و قالی‌های بافت ایران در این دوره توجه و استقبال اروپاییان بوده است. در صد سال اخیر وضعیت بازرگانی خارجی و تحولات آن به‌طور غیر مستقیم بیانگر تحولات اقتصادی در این دوره بوده و این تحولات نیز شدیداً متأثر از اوضاع سیاسی، تحولات اجتماعی، گسترش ارتباطات سیاسی و اقتصادی با کشورهای صنعتی و افزایش سهم نفت در اقتصاد کشور بوده است.

## بازرگانی بین‌المللی ایران
علیرغم برخورداری ایران از منابع و توانمندی‌های بالقوه، محصولات خام و نیمه خام عمده سبد صادراتی آن را به خود اختصاص داده‌اند. به دلیل اینکه صادرات محصولات خام ارزش افزوده بالایی برای کشور نداشته است، این مسئله باعث شده که صنایع کشور در انتهای زنجیره ارزش فرامرزی قرار گیرند و کسب‌وکارهای داخلی در حلقه‌های پایین زنجیره ارزش تعریف شوند.

### آمارها
برآوردها نشان می‌دهد که در سال ۱۴۰۱ نه تنها تراز تجاری ایران برای چهارمین سال متوالی منفی مانده، بلکه سنگین‌ترین تراز منفی را در این بازه زمانی به خود اختصاص داده است. تراز تجاری در سال۱۴۰۰ منفی ۴ میلیارد دلار برآورد شده بود که نه تنها از این میزان در سال بعد کم نشد بلکه با افزایشی محسوس در سال ۱۴۰۱ به منفی ۶٫۵ میلیارد دلار رسید.
بررسی جزئیات آمارهای بازرگانی در شش‌ماهه نخست سال ۱۴۰۲ تغییر قابل‌توجهی در روابط تجاری ایران با سایر کشورها نشان ندادند. ده مقصد اول صادراتی کشور هیچ تغییری نسبت به سال پیش از آن نداشته و در لیست ده مبدأ اول واردات ایران، تنها یک تغییر نسبت به سال قبل مشاهده شد. صادرات ایران همچنان محدود به چند کشور بوده است و بیش از ۸۸ درصد صادرات ایران در نیمسال نخست ۱۴۰۲ به مقصد این کشورها ارسال شده است. از مجموع ارزش صادرات کشور در شش‌ماهه نخست ۱۴۰۲، ۸۵ درصد مربوط به صادرات به آسیا و ۱۴ درصد در رابطه با صادرات به اروپا بود. یک‌درصد باقی‌مانده نیز به آفریقا صادر شد. همچنین صادرات ایران به بازار آمریکا و اقیانوسیه به‌قدری ناچیز بوده که قابل صرف‌نظر کردن است. در بخش واردات نیز شرایط کاملاً مشابه است.
طی سال ۲۰۲۲ به دلیل اختلالات در زنجیره تأمین جهانی و تهاجم روسیه به اوکراین افزایش قابل توجه قیمت کالاهای مبادلاتی به ویژه در حوزه انرژی در جهان رخ داد که برخی کشورها از جمله عربستان سعودی توانستند منافع ارزی معناداری در حوزه صادرات نفتی به اتحادیه اروپا کسب کنند. در حالی که ایران به علت تحریم‌ها نتوانست از این بازار حتی در سطحی مشابه اقتصادهای غیرصادرکننده نفتی هم استفاده کند.

### چالش‌ها
ضعف و درهم‌تنیدگی قوانین و مقررات و ضوابط اجرایی، عدم‌فرماندهی واحد در حوزه بازرگانی خارجی، پراکندگی سیاست‌ها و ناهماهنگی میان دستگاه‌های اجرایی دست‌اندرکار، مداخله دستگاه‌های غیرمسئول در امور تجارت بین‌المللی، اعمال سیاست‌های چندنرخی ارز برای حمایت از سبد مصارف ضروری مردم توسط دولت بدون امکانات و قابلیت‌های مدیریتی برای کنترل و نظارت بر فرآیندهای عرضه و توزیع کالاها و نهاده‌های اساسی، از جمله چالش‌های تجارت برون مرزی در ایران است.

### محصولات صادراتی
- محصولات پتروشیمی
- محصولات غذایی:[۱۶]
- خدمات فنی مهندسی[۱۷]

### محصولات وارداتی
- کالاهای دارویی
- لوازم خانگی
- کالاهای الکترونیکی
- ماشین‌آلات صنعتی
- محصولات کشاورزی[۱۸]

### شرکای تجاری اصلی
در میان شرکای اصلی تجاری ایران در دوماهه ابتدایی سال ۱۴۰۲، چین با ۲٫۴ میلیارد دلار واردات اصلی‌ترین واردکننده کالا از ایران بوده و در همین مدت عراق با ۱٫۲ میلیارد دلار در رتبه دوم و ترکیه، امارات متحده عربی و هند در رده‌های بعدی قرار داشتند. در حوزه صادر کنندگان به ایران، چین اصلی‌ترین صادرکننده کالا به ایران بوده است. پس از امارات که در رده دوم قرار گرفته نیز ترکیه، آلمان و روسیه دیده می‌شوند. به این ترتیب آلمان تنها کشور اروپای غربی است که در میان شرکای اصلی تجاری ایران همچنان حضور داشت. از سوی دیگر روسیه نیز توانسته نام خود را به فهرست اصلی‌ترین شرکای تجاری ایران اضافه کند.

### بندر چابهار
این بندر در مجاورت دریای عمان واقع شده است که به علت بهره‌وری از موقعیت جغرافیایی عالی که دارد، گزینه‌ای بسیار مناسبی جهت ترانشیپ و همچنین ترانزیت کالاها در حوزه خلیج فارس، افغانستان و همچنین آسیای میانه می‌باشد و نقش مهمی را در این مناطق ایفا می‌کند. از سوی دیگر تنها بندر اقیانوسی در ایران می‌باشد که در یکی از نقاط کلیدی و اساسی در حاشیه خلیج فارس و دریای عمان جای گرفته است. از دیگر نقش‌های این بندر می‌توان به قرارگیری در مسیر ترانزیتی شرق - غرب اشاره کرد که در فوریت‌های مختلف اقتصادی و جغرافیایی در زمینه ترانزیت و ترانشیب نقش مهمی ایفا می‌کند؛ بنابراین این بندر به ایران این امکان را داده تا بازرگانی و حمل و نقل بین‌المللی را با کشورهای محصور در خشکی آسیای میانه امکان‌پذیر نماید.

### بندر شهید رجایی
یکی از مهم‌ترین بندرها در بندر عباس است و یکی دیگر از مهم‌ترین و ارزشمندترین بندرهای باربری کشور ایران است که در طول سال، تقریباً ۱۰۰ میلیون تن از مجموع کالاهای تجاری، صنعتی و… را با آمار تقریبی بیش تر از ۵۵ درصد صادرات و واردات و همچنین ۷۰ درصد ترانزیت بندرهای کشور را تأمین می‌کند. علاوه بر آن تخلیهٔ ۹۰ درصد از بارگیری‌های کالاهای ترانزیتی کانتینری ایران در این مجموعه به انجام می‌رسد.

### بندر امام خمینی
این بندر دارای بستری مطمئن و آرام جهت تردد انواع مختلف کشتی‌های اقیانوس پیمای بازرگانی و همچنین نفتکش است، که این کشتی‌ها از مسیر خلیج فارس، تنگه هرمز، دریای عمان و همچنین اقیانوس هند می‌توانند به اقصی نقاط جهان بروند. این بندر در مسیر کوتاه‌ترین و همچنین مطمئن‌ترین مسیر زمینی حمل و نقل کالا از کشورهایی از جمله عراق، ترکیه، حوزه قفقاز و آسیای مرکزی واقع شده که همین امر آن را به یکی از مهم‌ترین مراکز بازرگانی ایران و منطقه تبدیل کرده است.

### بندر بوشهر
بندر بوشهر در منتهی الیه شمال سواحل خلیج فارس به صورت شبه جزیره ای نسبتاً کوچک واقع شده. این بندر دارای لنگرگاه خارجی و لنگر گاه داخلی می‌باشد. این بندر نیز نقش مهمی در صادرات و واردات ایران ایفا می‌کند.

### بندر انزلی
این بندر بزرگ‌ترین بندر دریای خزر است و مسیر تجاری مناسبی برای ارتباط با بنادر کشورهای روسیه، ترکمنستان، قزاقستان و باکو است.

## بازرگانی داخلی در ایران
کارکرد مطلوب بخش بازرگانی در جامعه نه تنها موجب دسترسی مصرف‌کنندگان به کالاها و خدمات با نرخی شفاف و منصفانه می‌شود، بلکه کارامدی آن تعادل اقتصادی و بهبود وضعیت دو بخش تولید و مصرف را نیز تضمین می‌کند. در مقابل، عدم کارکرد مناسب بازرگانی داخلی موجب گران‌تر شدن قیمت کالاها و خدمات، اتلاف منابع، کاهش قدرت خرید مصرف‌کنندگان، آشفتگی در کارکرد بازار و شکل‌گیری شبکه‌های غیررسمی توزیع در جامعه می‌شود. به‌طور کلی، بازرگانی داخلی کارآمد با کاهش هزینه‌ها در زنجیره تولید تا مصرف می‌تواند در کاهش هزینه تمام شده تولیدات و بالتبع ارتقاء بهره‌وری، رقابت پذیری و رشد اقتصادی کشور مؤثر باشد.
در حوزه بازرگانی داخلی چالش‌ها و مشکلات را در موارد زیر می‌توان دسته‌بندی کرد: تعارض منافع ذی‌نفعان دولتی و غیردولتی در سیاست‌گذاری‌های تأمین، تنظیم و توزیع کالاها در بازار داخلی؛ مداخله کارگروه تنظیم بازار در سیاست‌های تولیدی و تجاری کشور بدون ارائه ضمانت اجرایی و پاسخگویی به تبعات تصمیمات متخذه؛ استمرار بی‌هدف اختصاص ارز ترجیحی به واردات نهاده‌ها و کالاهای اساسی؛ عدم‌برخورداری نظام تأمین، توزیع و تنظیم بازار از ساختار سیستمی دینامیک و پویا.
شاخص محیط کسب وکار یک پارامتر اقتصادی است که نشان دهنده سهولت و مناسب بودن هر کشور برای انجام فعالیت‌های اقتصادی و تجاری است. این شاخص عددی بین صفر و یک است که هرچه به ۱۰ نزدیک تر باشد به معنی نامطلوب تر بودن فضای کسب وکار است در سال ۲۰۲۰ ایران در بین ۲۴ کشور منطقه رتبه ۱۹ را کسب کرد؛ که علت اصلی آن را در پیچیده بودن فرایند کسب وکار در کشور باید جستجو کرد.بنا به گزارش منتشر شده از مرکز پژوهش‌های مجلس؛ بررسی شاخص ملی فضای کسب وکار بر اساس نماگر ها؛ بخش نهادی و اقتصادی حاکی از آن است که در بخش‌های نهادی «ساختار و عملکرد دولت» و در بخش اقتصادی «محیط مالی» بیشترین تأثیر را بر ایجاد محیط نامناسب تجارت و تولید در کشور داشته است. با وجود بهبود شاخص کسب وکار در سال ۱۴۰۰، نتایج نشان می‌دهد که وضعیت شاخص محیط مالی با میانگین ۸٫۱۵ از ۱۰ بیشترین تأثیر منفی را بر محیط کسب و کار اقتصاد ایران داشته است.
شاخص آزادی اقتصادی، شاخصی است که توانایی‌ها، قوانین و مقررات، شرایط و فضای تجاری کشورها را مورد ارزیابی قرار می‌دهد تا بتوان دریافت که این شرایط تا چه اندازه برای فعالیت‌های بخش خصوصی و مفاهیمی مانند مالکیت خصوصی، مبادله داوطلبانه و آزادی عمل در رقابت مساعد است، و بازرگانان و کسب و کارها تا چه حد قادرند از آزادی اقتصادی در کشور خود به منظور توسعه تجاری و اقتصادی بهره‌مند شوند. براساس گزارش سال ۲۰۲۲ مؤسسه فریزر در رتبه‌بندی آزادی اقتصادی، ایران با کسب امتیاز ۴٫۹۶ از ۱۰؛ در جایگاه ۱۵۹ از میان ۱۶۵ کشور مورد بررسی قرار گرفته و در کنار کشورهایی از قبیل کنگو، لیبی و سوریه قرار گرفت.

### محصولات و استان‌ها در تجارت داخلی ایران
بازار ایران دارای طیف متنوعی از بخش‌ها از جمله کشاورزی، تولیدی، خدماتی و خرده فروشی است.
جنبه‌های کلیدی تجارت داخلی در ایران عبارتند از:
- بخش خرده فروشی: این بخش با ترکیبی از بازارهای سنتی و مراکز تجاری مدرن مشخص می‌شود. بازارها قطب‌های تاریخی و فرهنگی هستند، در حالی که مراکز تجاری مدرن و زنجیره‌های خرده فروشی در حال گسترش هستند. استان تهران بزرگ‌ترین کانون بازرگانی ایران با مراکز تجاری متعدد، زنجیره‌های خرده‌فروشی و بازارهای سنتی است. استان اصفهان نیز به خاطر بازارهای تاریخی و زیرساخت‌های خرده‌فروشی مدرن در حال رشد شهرت دارد.
- تولید و صنعت: ایران دارای پایگاه صنعتی قابل توجهی در حوزه خودرو سازی، پوشاک و منسوجات و کالاهای مصرفی است. این کشور طیف وسیعی از محصولات را برای مصارف داخلی تولید می‌کند و برنامه‌هایی برای افزایش بازده تولیدی خود دارد. در این حوزه استان‌های اصفهان با فعالیت‌های تولیدی متنوع از جمله خودروسازی و تولید فولاد و استان کرمان با معادن و صنایع تبدیلی مواد معدنی از جمله مس و سایر مواد معدنی معروف هستند.
- کشاورزی: کشاورزی بخش مهمی از اقتصاد ایران است و این کشور محصولات مختلفی از جمله گندم، جو و میوه‌ها را تولید می‌کند. تجارت داخلی در این بخش شامل بازارهای سنتی و زنجیره‌های تأمین سازمان‌یافته‌تر می‌شود. در این حوزه استان‌های خراسان رضوی با تولید انواع محصولات زراعی از جمله گندم و زعفران و فارس به دلیل تولیدات کشاورزی به ویژه در مرکبات و سایر محصولات شناخته شده هستند.
- بخش خدمات: بخش خدمات در ایران شامل بانک، بیمه، گردشگری و مخابرات است. این بخش با افزایش سرمایه‌گذاری در فناوری و زیرساخت در حال گسترش است. استان تهران به عنوان پایتخت، مرکز اولیه خدمات مالی، مخابراتی و گردشگری است. و شهر شیراز نیز شهری مهم برای خدمات گردشگری، با مکان‌های تاریخی متعدد که بازدیدکنندگان داخلی و بین‌المللی را به خود جذب می‌کند.